# Présidence de Madras

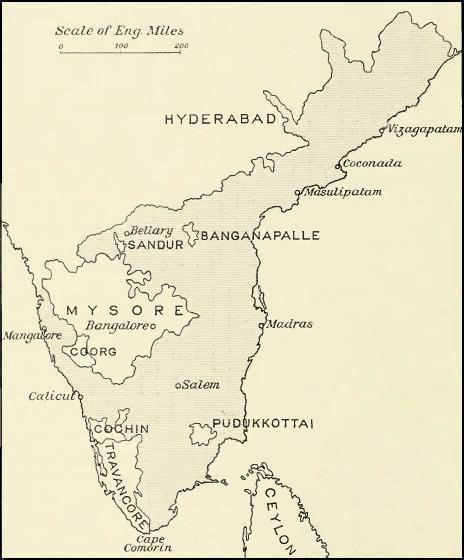
Carte de la présidence de Madras en 1913.

La présidence de Madras ou province de Madras, officiellement présidence de Fort St. George II (Presidency of Fort St. George II) de 1684 à 1935, était une subdivision administrative des Indes britanniques de sa fondation en 1684 à sa disparition en 1950. Le gouverneur colonial (puis les présidents de Madras) était le représentant du monarque britannique en Inde.

## Historique de la fonction de gouverneur
Ce poste est issu de la présence britannique 1639, Madras est l'un des premiers avant-postes de la Compagnie britannique des Indes orientales. La ville est fondée en 1639, au début Masulipatnam factory puis le fort saint-Georges devint ensuite la présidence de Madras.

## Liste des gouverneurs généraux

### Gouverneurs généraux deFort st-Georges
- Andrew Cogan de 1er mars 1640 à 1643,
- Francis Day de Madras de 1643 à 1644,
- Thomas Ivie de 1644 à 1648,
- Thomas Greenhill de 1648 à 1652,
- Aaron Baker de 1652 à 1655,
- Thomas Greenhill de 1655 à 1658,
- Thomas Chambers Agent de Madras de 1658 à 1661,
- Edward Winter de 1661 à 1665,
- George Foxcraft de août 1665 au| 16 septembre 1665
- Edward Winter du 16 septembre 1665 au 22 août 1668
- George Foxcraft| du 22 août 1668 à janvier 1670
- William Langhorne, 1er baronnet de janvier 1670 au 27 janvier 1678,
- Streynsham Master du 27 janvier 1678 au 3 juillet 1681,
- William Gyfford du 3 juillet 1681 au 8 août 1684.

### Président de Madras
Le territoire de Madras devint la présidence de Madras en 1684 jusqu'en 1785. Le Pitt's India Act de 1784 réformant la Compagnie britannique des Indes orientales
- Elihu Yale du 8 août 1684 au 26 janvier 1685
- William Gyfford du 26 janvier 1685 au 25 juillet 1687
- Elihu Yale du 25 juillet 1687 au 3 octobre 1692
- Nathaniel Higginson du 3 octobre 1692 au 7 juillet 1698
- Thomas Pitt du 7 juillet 1698 au 18 septembre 1709
- Gulston Addison du 18 septembre 1709 au 17 octobre 1709
- Edmund Montague du 17 octobre 1709 au 14 novembre 1709
- William Fraser du 14 novembre 1709 au 11 juillet 1711
- Edward Harrison du 11 juillet 1711 au 8 janvier 1717
- Joseph Collett du 8 janvier 1717 au 18 janvier 1720
- Francis Hastings du 18 janvier 1720 au 15 octobre 1721
- Nathaniel Elwick du 15 octobre 1721 au 15 janvier 1725
- James Macrae du 15 janvier 1725 au 14 mai 1730
- George Morton Pitt du 14 mai 1730 au 23 janvier 1735
- Richard Benyon du 23 janvier 1735 au 14 janvier 1744
- Nicholas Morse du 14 janvier 1744 au 10 septembre 1746.

### Compagnie française des Indes orientales
Avec la guerre de Succession d'Autriche, la France prit possession du territoire et en assurait la gouvernance. 
1. Bertrand-François Mahé de La Bourdonnais du 10 septembre 1746 au 2 octobre 1746
2. Jacques Duval d'Eprémesnil du 2 octobre 1746 à août 1749.

Rendu aux anglais après le traité d'Aix-la-Chapelle (1748).

### Président de la Compagnie des Indes orientales

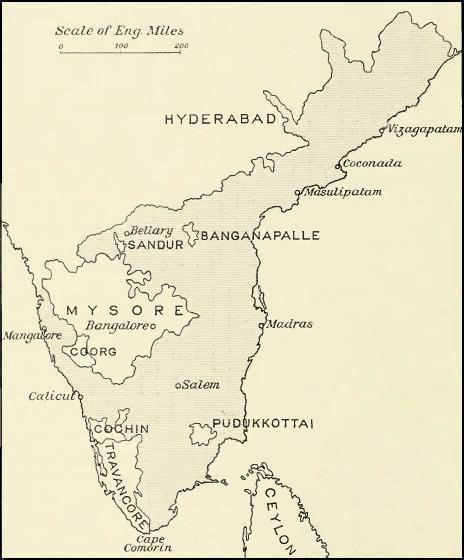
La Province de Madras en 1913.

En 1785, la présidence de Madras devint la province de Madras ayant à sa tête le gouverneur. Ce territoire s'est élargi maintes fois. 
1. Charles Floyer 1748 au 19 septembre 1750
2. Thomas Saunders du 19 septembre 1750 au 14 janvier 1755
3. George Pigot du 14 janvier 1755 au 14 novembre 1763
4. Robert Palk du 14 novembre 1763 au 25 janvier 1767
5. Charles Bourchier du 25 janvier 1767 au 31 janvier 1770
6. Josias Du Pré du 31 janvier 1770 au 2 février 1773
7. Alexander Wynch 2 février 1773 au 11 décembre 1775
8. George Pigot du 11 décembre 1775 au 23 août 1776
9. George Stratton du 23 août 1776 au 31 août 1777
10. John Whitehall du 31 août 1777 au 8 février 1778
11. Thomas Rumbold du 8 février 1778 au 6 avril 1780
12. John Whitehall du 6 avril 1780 au 8 novembre 1780
13. Charles Smith du 8 novembre 1780 au 22 juin 1781
14. George MaCartney 22 juin 1781 au 12 février 1785.

### Gouverneur des Indes britanniques
- George Macartney du 12 février 1785 au 14 juin 1785
- Alexander Davidson du 14 juin 1785 au 6 avril 1786
- Archibald Campbell du 6 avril 1786 au 7 février 1789
- John Holland du 7 février 1789 au 13 février 1790
- Edward J.Holland du 13 février 1790 au 20 février 1790
- William Medows du 20 février 1790 au 1er août 1792
- Charles Oakeley du 1er août 1792 au 7 septembre 1794
- Baron Hobart du 7 septembre 1794 au 21 février 1798
- George Harris du 21 février 1798 au 21 août 1798
- Edward Clive, 1st Earl de Powis du 21 août 1798 au 30 août 1803
- William Henry Cavendish-Bentinck du 30 août 1803 au 11 septembre 1807
- William Petrie du 11 septembre 1807 au 24 février 1808
- George Barlow, 1st baronnet du 24 février 1808 au 21 mai 1813
- John Abercromby du 21 mai 1813 au 16 septembre 1814
- Thomas Munro du 16 septembre 1814 au 10 juillet 1827
- Henry Sullivan Graeme du 10 juillet 1827 au 18 octobre 1827
- Stephen Rumbold Lushington du 18 octobre 1827 au 25 octobre 1832
- Frederick Adam du 25 octobre 1832 au 4 mars 1837
- George Edward Russell du 4 mars 1837 au 6 mars 1837
- John Elphinstone, baron Elphinstone du 6 mars 1837 au 24 septembre 1842
- George Hay, Marquis de Tweeddale du 24 septembre 1842 au 23 février 1848
- Henry Dickinson du 23 février 1848 au 7 avril 1848
- Henry Eldred Pottinger du 7 avril 1848 au 24 avril 1854
- Daniel Eliott du 24 avril 1854 au 28 avril 1854
- George Francis Robert Harris, baron Harris du 8 avril 1854 au 28 mars 1859
- Charles Edward Trevelyan du 28 mars 1859 au 8 juin 1860
- William Ambrose Morehead du 8 juin 1860 au 5 juillet 1860
- Henry George Ward du 5 juillet 1860 au 2 août 1860
- William Ambrose Morehead du 4 août 1860 au 18 février 1861
- William Thomas Denison du 18 février 1861 au 26 novembre 1863
- Edward Maltby du 26 novembre 1863 au 18 janvier 1864
- William Thomas Denison du 18 janvier 1864 au 27 mars 1866
- Francis Napier du 27 mars 1866 au 19 février 1872
- Alexander John Arbuthnot du 19 février 1872 au 15 mai 1872
- Lord Hobart du 15 mai 1872 au 29 avril 1875
- William Rose Robinson du 29 avril 1875 au 23 novembre 1875
- Duke de Buckingham et Chandos du 23 novembre 1875 au 20 décembre 1880
- William Patrick Adam du 20 décembre 1880 au 24 mai 1881
- William Huddleston du 24 mai 1881 au 5 novembre 1881
- Mountstuart Elphinstone Grant Duff du 5 novembre 1881 au 8 décembre 1886
- Robert Bourke au 8 décembre 1886 au 1er décembre 1890
- John Henry Garstin du 1er décembre 1890 au 23 janvier 1891
- Bentley Lawley, baron Wenlock du 23 janvier 1891 au 18 mars 1896
- Arthur Elibank Havelock du 18 mars 1896 au 28 décembre 1900
- Arthur Oliver Villiers-Russell, baron Ampthill du 28 décembre 1900 au 30 avril 1904
- James Thompson du 30 avril 1904 au 13 décembre 1904
- Arthur Oliver Villiers-Russell, baron Ampthill du 13 décembre 1904 au 15 février 1906
- Gabriel Stokes du 15 février 1906 au 28 mars 1906
- Arthur Lawley du 28 mars 1906 au 3 novembre 1911
- Thomas David Gibson-Carmichael du 3 novembre 1911 au 30 mars 1912
- Murray Hammick du 30 mars 1912 au 30 octobre 1912
- John Sinclair, baron Pentland du 30 octobre 1912 au 29 mars 1919
- Alexander Gordon Cardew du 29 mars 1919 au 10 avril 1919
- George Freeman Freeman-Thomas, baron Willingdon du 10 avril 1919 au 12 avril 1924
- Charles George Todhunter du 12 avril 1924 au 14 avril 1924
- George Joachim Goschen, Viscount Goschen de Hawkhurst du 14 avril 1924 au 29 juin 1929
- Norman Edward Majoribanks du 29 juin 1929 au 11 novembre 1929
- George Frederick Stanley du 11 novembre 1929 du 16 mai 1934
- Muhammad Usman Sahib Bahadur du 16 mai 1934 au 16 août 1934
- George Frederick Stanley du 16 août 1934 au 15 novembre 1934
- John Francis Ashley Erskine du 15 novembre 1934 du 18 juin 1936
- Kurma Venkata Reddy Naidu du 18 juin 1936 du 1er octobre 1936
- John Francis Ashley Erskine du 1er octobre 1936 au 12 mars 1940
- Arthur Oswald James Hope du 12 mars 1940 au 26 février 1946
- Henry Foley Knight du 26 février 1946 au 5 mai 1946
- Archibald Edward Nye du 5 mai 1946 au 15 août 1947.